# Marija Kapnist

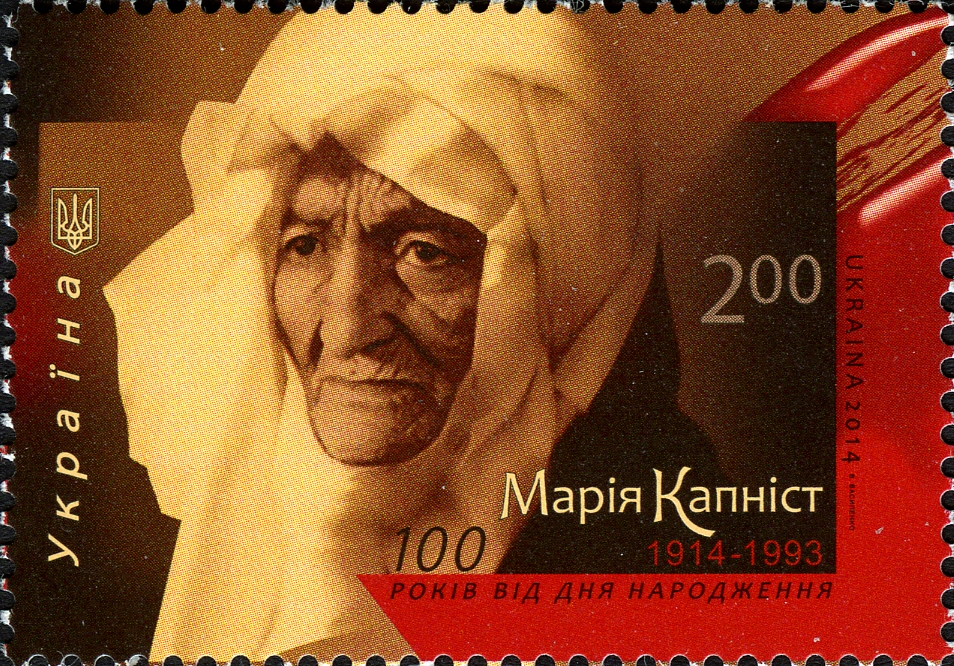
Marija Kapnist auf einer ukrainischen Briefmarke von 2014

Marija Rostyslawiwna Kapnist (ukrainisch Марія Ростиславівна Капніст, russisch Мария Ростиславовна Капнист Marija Rostislawowna Kapnist; * 22. Märzjul. / 4. April 1914greg. in Sankt Petersburg, Russisches Kaiserreich; † 25. Oktober 1993 in Kiew, Ukraine) war eine sowjetisch-ukrainische Filmschauspielerin.

## Familie

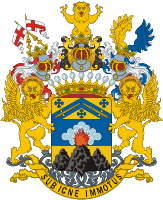
Wappen der Familie Kapnist

Marija Kapnist stammt aus der alten, griechischstämmigen Familie Kapnist. Ihr Vater Rostyslaw Kapnist (Ростислав Ростиславович Капніст, 1875–1921), war adeliger Großgrundbesitzer und Antiquitätensammler und ihr Urgroßvater Petro Kapnist war der Bruder des Schriftstellers Wassili Kapnist. Mütterlicherseits geht ihre Familie bis auf den Ataman der Saporoger Kosaken Iwan Sirko zurück.

## Leben
Marija kam in Sankt Petersburg zur Welt und verlebte ihre ersten Lebensjahre in einem schönen Haus auf der Englischen Promenade (Англи́йская на́бережная) am Ufer der Großen Newa. Nachdem, durch die Oktoberrevolution bedingt, das Leben in der Stadt immer schwieriger wurde, zog die Familie nach Sudak an der Schwarzmeerküste auf der Halbinsel Krim. Nachdem ihr Vater im Winter 1921 von den Bolschewiki erschossen und ihr Haus zerstört worden war, blieb der Rest der Familie mittellos zurück. Nach einigen Jahren erfasste der rote Terror sämtliche Familienmitglieder. Durch die Hilfe von Krimtataren gelang es Marija und ihrer Mutter, in krimtatarischer Tracht, aus Sudak zu entkommen.
Im Alter von 16 Jahren lebte Marjia Kapnist wieder in Petersburg, dass nun Leningrad hieß. Dort wurde sie ein Jahr später am Leningrader Puschkin-Theater aufgenommen und ging nach dessen Schließung ans Russische Staatliche Institut für darstellende Kunst.
Der Eindruck, dass sich die Verhältnisse wieder normalisiert hätten, trog, denn nach dem Tod von Sergei Kirow im Dezember 1934, einem engen Freund der Familie Kapnist, begannen die Stalinschen Säuberungen und sie musste, aufgrund ihrer adeligen Herkunft, die Stadt verlassen. Die folgenden Jahre verbrachte die junge Schauspielerin zunächst in Kiew, daran anschließend in Batumi und schließlich erneut in Leningrad. Anfang 1941 wurde die inzwischen 27-jährige für „antisowjetische Propaganda und Agitation“ zu 8 Jahre Lagerhaft, die später noch einmal auf 15 Jahre verlängert wurde, verurteilt. Die folgenden Jahre verbrachte sie in Gulags unter anderem in Sibirien, Karaganda, Dscheskasgan und Jenisseisk, in denen sie schweren Repressalien, Schlägen, nächtlichen Verhören und gesundheitsschädlicher Schwerstarbeit in Bergwerken ausgesetzt war. In Sibirien lernte sie den polnischen Ingenieur Jan Wolkonski kennen und wurde in der Folge Mutter einer Tochter, die sie nach der Heldin aus Gorkis Erzählung Makar Tschudra Radda nannte. Marija's Tochter kam in einen Kindergarten im Lager. Dort wurde Marija Zeuge, wie eine Erzieherin ihre Tochter schlug und beschimpfte, woraufhin sie die Erzieherin schlug. Daraufhin wurde sie zu weiteren zehn Jahren Lagerhaft verurteilt und ihre Tochter Raddu kam in ein Kinderheim.
1958 widerrief der Oberste Gerichtshof ihre Verurteilungen, und der Fall wurde ohne Vorliegen eines Verbrechens ausgesetzt. 
Nach ihrer Rehabilitation war Marija allerdings dermaßen von der Haft gezeichnet, dass sie sich selbst nicht mehr im Spiegel erkannte. Die 42-jährige Marija sah aus wie eine runzlige alte Frau und bekam Suizidgedanken.
Nach 15 Jahren in Unfreiheit zog Marija Kapnist nach Kiew und musste sich dort, zunächst obdachlos, durchschlagen. Um wenigstens etwas Geld zu verdienen, arbeitete sie als Masseurin und Hausmeisterin. Als sie eines Tages an einem Kino stand, wurde sie von dem jungen Filmregisseur Jurij Lyssenko (Юрій Семенович  Лисенко, 1910–1994) für den Film entdeckt. Der Erfolg von Tavria zog die Aufmerksamkeit vieler Regisseure auf sich, sodass sie fortan als Filmschauspielerin ein festes Auskommen hatte. Sie spielte in ihrem weiteren Leben in 75 Spielfilmen meist düstere, harte Frauen, Hexen, Zauberinnen, eine mysteriöse Gräfin und ähnliche Rollen.
Nach einem Kinobesuch im Oktober 1993 trat sie abends den Heimweg an und ging, aufgrund einer in Lagerhaft entwickelten Klaustrophobie, statt durch eine Unterführung, über den vielbefahrenen Siegesprospekt in Kiew, wo sie von einem Auto erfasst wurde. Während ihres anschließenden Krankenhausaufenthaltes erkältete sie sich und starb aufgrund von eintretenden Komplikationen 79-jährig in einem Kiewer Krankenhaus.
Marija Kapnist wurde auf dem Familienfriedhof in Welyka Obuchiwka (Велика Обухівка), in der Oblast Poltawa bestattet.

## Filmografie
- 1958: Tavria – Äbtissin
- 1959: Iwanna – eine Nonne (nicht im Abspann aufgeführt)
- 1959: Das fliegende Schiff – Zauberin (nicht in Bildunterschriften aufgeführt)
- 1960: Roman und Francesca
- 1960: Weit weg vom Mutterland – Madame Duval
- 1961: Für zwei Hasen – die Dame in der Illusion (nicht im Abspann aufgeführt)
- 1961: Dmytro Gorizvit
- 1962: Wir, zwei Männer – ein Passagier (eine alte Frau mit einer Gans)
- 1963: Ich wollte fischen
- 1963: Silberner Trainer – Dienstmädchen (nicht im Abspann aufgeführt)
- 1964: Schlüssel vom Himmel – Laborant
- 1964: Lushka  ist eine Modistin
- 1965: Aufmerksamkeit von Bürgern und Organisationen – die alte Frau
- 1965: Es gibt keine unbekannten Soldaten – ein wachsamer Bürger (nicht im Abspann aufgeführt)
- 1965: Ich möchte es glauben
- 1967: Krieg und Frieden – Dame am Ball (nicht im Vorspann)
- 1967: Große Schwierigkeiten wegen eines kleinen Jungen – Eva, pomrezh
- 1968: Fehler Honore de Balzac – Cousine Betty (nicht in Bildunterschriften)
- 1969: Söhne gehen in die Schlacht – Gattin von Kharitons Großvater
- 1970: Am fernen Ende des Königreichs ...  – Passagierflugzeug und Trauzeugin in Orange (nicht im Abspann aufgeführt)
- 1970: Olesya – Manuilicha
- 1970: Frieden den Hütten – Krieg den Palästen – Nonne
- 1970: Gefangene von Beaumont – Gefangener (nicht im Abspann aufgeführt)
- 1971: Wo bist du, Ritter? – Praskovya Ilyinichna, Nachbar von Kovalchuk und Golubchik
- 1972: Fehlender Brief – Hexe
- 1972: Ruslan und Ljudmila – Naina (im Abspann: Maria Kapnist-Serko)
- 1973: Angst vor Angst haben – es gibt kein Glück
- 1973: Die alte Festung – Ranevskaya
- 1974: Bronze-Vogel – Sofya Pawlowna, Gräfin, Haushälterin des Grafen Karagaev
- 1975: Liebe auf den ersten Blick – Zauberin
- 1976: Erinnerung an die Erde – Baba Orysia
- 1976: Tabor geht in den Himmel – Izergil
- 1977: Wenn du gehst ... – Tante Marfa
- 1977: Soft-boots – Schauspielerin
- 1977: Soldaten – Marina
- 1978: Guarneri Quartett – Gräfin
- 1979: König Stachs wilde Jagd – Haushälterin
- 1979: Circus Circle – Großmutter
- 1979: Zigeuner – ein alter Zigeuner
- 1980: Piggy Bank – Kunde Kokarelya Countess (nicht veröffentlicht)
- 1981: Andrew und der böse Zauberer – die alte Frau
- 1982: Rückkehr der Butterfly – Wirtin
- 1982: Lächeln von Nechipovka – Seketa
- 1983: Comic-Liebhaber oder Liebesaffären von Sir John Falstaff – Dame in Schleier
- 1983: Abende auf einem Bauernhof in der Nähe von Dikanka – alte Frau bei einer Hochzeit
- 1984: Volodkas Leben  ist ein Lehrer für Deutsch
- 1984: Chance – Militsa Fjodorowna
- 1984: Ivanko und der König Poganin – die Eule von Civetta (in Titeln - Marina Kapnist)
- 1985: Die Versuchung von Don Juan
- 1986: Der Vollmond. Nocturne
- 1986: Goldkette – Gast des Everest von Hannover (nicht in Bildunterschriften)
- 1986: Premiere in Sosnovka – Kostümbildnerin des Regionaltheaters
- 1986: Neben dir – der Begleiter in der Schule
- 1987: Abschied von den Gangstern der Zamoskvoretskaya ... – Baba Rosa
- 1988: Die Geschichte eines Billardteams  - Wahrsagerin Amanda
- 1988: Ein Mann für eine junge Frau – Nadyrov
- 1988: Neue Abenteuer der Yankees am Hof von König Artu – Fatum / Ritter / Äbtissin
- 1988: Lichtung der Märchen – Stewardess / Eheberater / Großmutter mit einem Kind
- 1988: Pushcha – Haushälterin
- 1989: Die Kunst des Lebens in Odessa – Manya
- 1989: Studien über Vrubel
- 1989: Seromaniker
- 1990: Hexe – Hexe
- 1990: Zwei Patronen für das Mammut
- 1991: Anna Karamazoff – die Großmutter Sonia
- 1991: Loch – der Gewinner des Wassers – Mafioso
- 1991: Beschriftet – Großmutter im Schuhgeschäft
- 1991: Oge – ein alter politischer Gefangener
- 1991: Psychisch
- 1992: Weiße Kleidung – Krankenschwester in Tumanova
- 1992: Herzen von drei – alte Senora Solano
- 1993: Chance (kurz) – alte Frau
- 1994: Dunkle Wasser – Mutter Superior
- 1994: Parabel des Lit.

 Quelle:

## Ehrungen
- 1988 – Verdienter Künstler der Ukrainischen SSR
- 2014 – An ihrem 100. Geburtstag wurde in Kiew eine Gedenktafel zu ihrer Erinnerung angebracht.[5] Die ukrainische Post gab zu diesem Anlass eine Briefmarke heraus.